# Filtro Moore
Il filtro Moore è un particolare sistema filtrante intermittente sottovuoto.
Il loro principio di funzionamento è simile ai filtri a candela, dai quali si differenziano principalmente per la forma del filtro (a forma di "sacco" o "foglio" anziché cilindrica).

## Principio di funzionamento
Tale sistema è costituito da una serie di più sacchi (o "fogli") collegati in modo da potere essere spostati in blocco.
L'intero blocco è immerso all'interno della soluzione da filtrare. All'interno dei sacchi viene creata una depressione da un apposito sistema per cui sulla superficie esterna dei sacchi, a contatto con la soluzione da filtrare, si creare una "torta".
Il blocco è quindi sollevato e portato nella sezione dell'impianto dove si ha il lavaggio e il distacco della torta.
I sacchi, una volta puliti, possono quindi essere riutilizzati.